# Kay Pollak

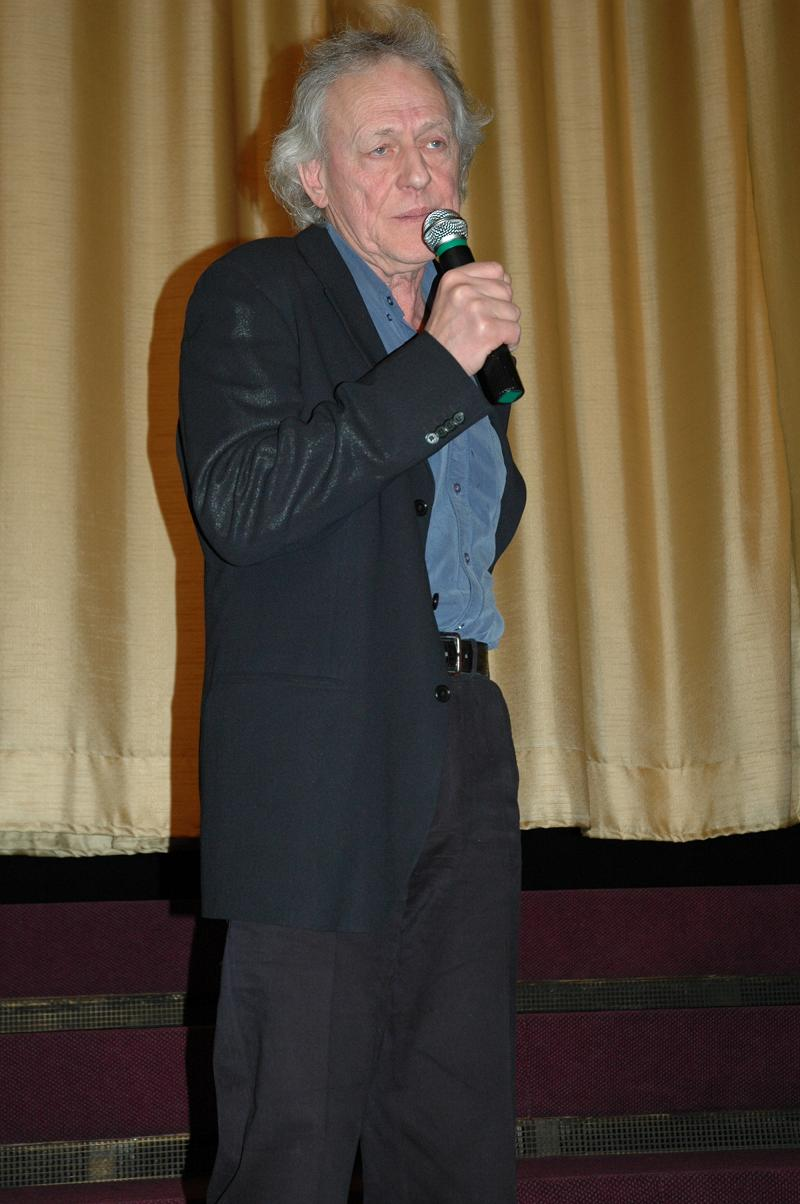
Kay Pollak (2005)

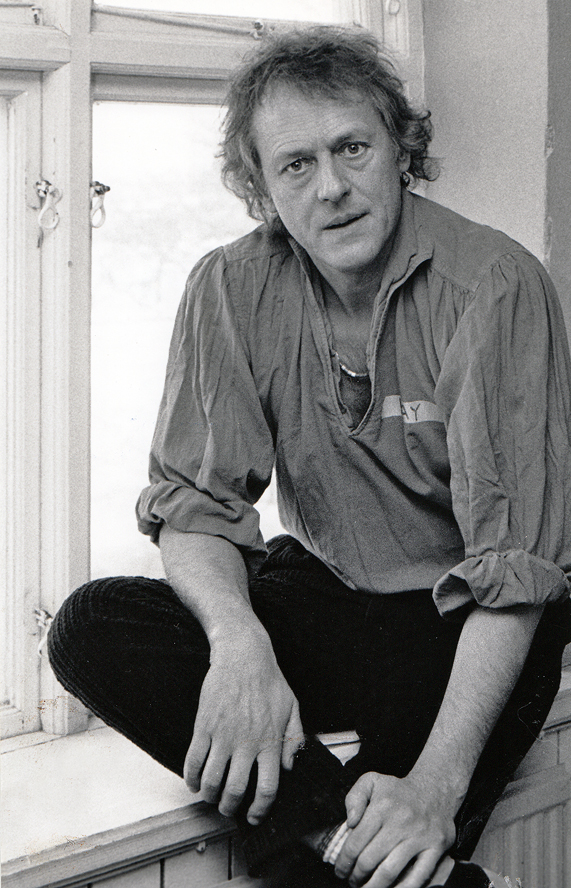
Kay Pollak in Malmö (1987)

Kay Pollak (* 21. Mai 1938 in Göteborg) ist ein schwedischer Regisseur.
Er studierte zunächst Mathematik und Statistik. Während des Studiums an der Universität Umeå engagierte er sich im Studententheater, in dem er als Regisseur, Autor und Schauspieler arbeitete.
Ende der 1960er Jahre wurde Pollak Regisseur für Fernsehfilme und -serien, Unterhaltungssendungen und Kinderprogramme. 1976 drehte er seinen ersten Spielfilm: Elvis! Elvis!. Darauf folgte 1980 der Film Heimliche Ausflüge, für den er mit dem schwedischen Guldbagge-Preis für die Beste Regie ausgezeichnet wurde. Der Film hatte auch in Deutschland Erfolg und lief im Wettbewerb der Berlinale. Auch sein nächster Film Love Me! von 1986 wurde im Wettbewerb der Internationalen Filmfestspiele in Berlin gezeigt.
Danach zog sich Pollak für lange Zeit zurück, um zu schreiben und Seminare abzuhalten. Wie im Himmel markierte 2004 nach 18 Jahren seine Rückkehr zum Kino. Der Film war für einen Oscar als Bester fremdsprachiger Film nominiert. Er war auch in acht Kategorien des schwedischen Guldbagge-Filmpreises nominiert, unter anderem für beste Regie und bester Film, ging aber leer aus. Am 14. September 2006 erhielt Wie im Himmel den GILDE-Filmpreis für den besten ausländischen Film auf der Filmkunstmesse in Leipzig.
Zudem ist Pollak Autor eines psychologischen Ratgeberbuches mit dem Titel Durch Begegnungen wachsen, von dem in Schweden mehr als 100.000 Exemplare verkauft wurden.
Pollak ist seit 1986 mit Carin Pollak verheiratet; die beiden haben drei Kinder: Klara-Maria (* 1995), Johannes (* 1993) und Mattias (* 1989). Pollak hat einen Doktorgrad und ist Universitätslehrer in mathematischer Statistik.

## Filme
- 1976 – Elvis! Elvis! – nach einem Buch von Maria Gripe, mit Lele Dorazio und Allan Edwall.
- 1980 – Heimliche Ausflüge (Barnens ö) – nach dem Buch von P. C. Jersild, mit Börje Ahlstedt und Tomas Fryk.
- 1986 – Älska mig (Love Me!) – mit (Anna Lindén).
- 2004 – Wie im Himmel (Så som i himmelen) – mit Michael Nyqvist und Frida Hallgren.
- 2015 – Wie auf Erden (Så ock på jorden) – Fortsetzung von Wie im Himmel mit Frida Hallgren.

## Bücher (auf Deutsch)
- Durch Begegnungen wachsen. Für mehr Achtsamkeit und Nähe im Umgang mit anderen. Südwest, München 2007; Irisiana, München 2013, ISBN 978-3-424-15129-9.
- Für die Freude entscheiden. Gebrauchsanweisung für ein glücklicheres Leben. Südwest, München 2008; Irisiana, München 2014, ISBN 978-3-424-15130-5.